# 네 이웃의 아내
《네 이웃의 아내》는 2013년 10월 14일부터 2013년 12월 24일까지 JTBC에서 방송된 월화 드라마이다.

## 줄거리
결혼 전 상대의 장점이 고스란히 단점이 돼 버린 결혼생활을 그 또는 그녀의 시점에서 펼쳐지는 이야기를 담아내는 작품이다.

## 등장 인물
- 염정아 : 채송하 역
- 정준호 : 민상식 역
- 신은경 : 홍경주 역
- 김유석 : 안선규 역
- 정한용 : 부원장 역
- 김부선 : 국영자 역
- 이세창 : 돼지아빠 역
- 윤지민 : 김지영 역
- 양진우 : 정이사 역
- 문보령 : 은채 역
- 염동헌 : 양상무 역
- 이병준 : 부사장 역
- 서이숙 : 하성인 역
- 임시은 : 안민경 역
- 임제노 : 안민석 역
- 이한나 : 민은미 역
- 김승윤 : 민은경 역
- 윤홍빈 : 태호 역
- 김용희 : 윤 닥터 역
- 전진우 : 민식 역

## 사운드 트랙
2013년 10월 21일부터 신유미의 수록곡이 차례로 선공개되었다.
아래는 싱글앨범과 정규앨범에 포함된 곡들이며, 정렬기준은 출시 순이다.

### Part.1
| #  | 제목                          | 작사   | 작곡 | 재생 시간 |
| -- | ----------------------------- | ------ | ---- | --------- |
| 1. | 〈다시 사랑을 믿어〉 (신유미) | 김미진 | 1601 | 3:05      |

### Part.2
| #  | 제목                   | 작사 | 작곡 | 재생 시간 |
| -- | ---------------------- | ---- | ---- | --------- |
| 1. | 〈그대 하나만〉 (덕환) | 미요 | 미요 | 3:05      |

### Part.3
| #  | 제목            | 작사 | 작곡 | 재생 시간 |
| -- | --------------- | ---- | ---- | --------- |
| 1. | 〈울컥〉 (지윤) | 미요 | 미요 | 3:05      |

## 시청률
아래의 파란색 숫자는 '최저 시청률'이고, 빨간색 숫자는 '최고 시청률'입니다.
| 2013년 | 2013년    | 2013년         |
| 회차   | 방송일    | AGB닐슨 시청률 |
| ------ | --------- | -------------- |
| 제1회  | 10월 14일 | 1.5%           |
| 제2회  | 10월 15일 | 2.2%           |
| 제3회  | 10월 21일 | 2.3%           |
| 제4회  | 10월 22일 | 2.8%           |
| 제5회  | 10월 28일 | 1.9%           |
| 제6회  | 10월 29일 | 2.5%           |
| 제7회  | 11월 4일  | 2.1%           |
| 제8회  | 11월 5일  | 2.2%           |
| 제9회  | 11월 11일 | 1.9%           |
| 제10회 | 11월 12일 | 2.8%           |
| 제11회 | 11월 18일 | 2.4%           |
| 제12회 | 11월 19일 | 3.0%           |
| 제13회 | 11월 25일 | 2.5%           |
| 제14회 | 11월 26일 | 2.6%           |
| 제15회 | 12월 2일  | 2.2%           |
| 제16회 | 12월 3일  | 2.5%           |
| 제17회 | 12월 9일  | 2.4%           |
| 제18회 | 12월 10일 | 2.1%           |
| 제19회 | 12월 16일 | 2.2%           |
| 제20회 | 12월 17일 | 2.6%           |
| 제21회 | 12월 23일 | 2.1%           |
| 제22회 | 12월 24일 | 2.6%           |

## 연장
- 2013년 11월 26일 : 네 이웃의 아내 방영 분량이 20부작에서 2회 연장되어 22부작으로 확정되었다.

## 경쟁 프로그램
- 미래의 선택 (KBS 2TV, 2013년 10월 14일 ~ 2013년 12월 3일)
- 총리와 나 (KBS2, 2013년 12월 9일 ~ 2014년 2월 4일)
- 불의 여신 정이 (MBC, 2013년 7월 1일 ~ 2013년 10월 22일)
- 기황후 (MBC, 2013년 10월 28일 ~ 2014년 4월 22일)
- 수상한 가정부 (SBS, 2013년 9월 23일 ~ 2013년 11월 26일)
- 따뜻한 말 한마디 (SBS, 2013년 12월 2일 ~ 2014년 2월 11일)
- 빠스껫 볼 (TvN, 2013년 10월 21일 ~2013년 12월 17일 )

| JTBC 월화드라마                                | JTBC 월화드라마                                      | JTBC 월화드라마                                            |
| 이전 작품                                      | 작품명                                               | 다음 작품                                                  |
| ---------------------------------------------- | ---------------------------------------------------- | ---------------------------------------------------------- |
| 그녀의 신화 (2013년 8월 5일 ~ 2013년 10월 8일) | 네 이웃의 아내 (2013년 10월 14일 ~ 2013년 12월 24일) | 우리가 사랑할 수 있을까 (2014년 1월 6일 ~ 2014년 3월 11일) |